# Melanopareia torquata
El pecholuna brasileño (Melanopareia torquata) también denominado gallito nuca canela (en Paraguay), es una especie de ave paseriforme perteneciente al género Melanopareia, que es el único que integra la familia Melanopareiidae. Algunos autores sostienen que la presente se divide en dos especies. Se distribuye en regiones cálidas del centro de América del Sur.

## Distribución y hábitat
Se distribuye desde el noreste de Brasil, por el interior hasta São Paulo y Mato Grosso do Sul, este de Bolivia y extremo noreste de Paraguay.
Esta especie es considerada poco común en sus hábitats naturales: las sabanas arbustivas y pastos del Cerrado, hasta los 1000 m de altitud,

## Sistemática

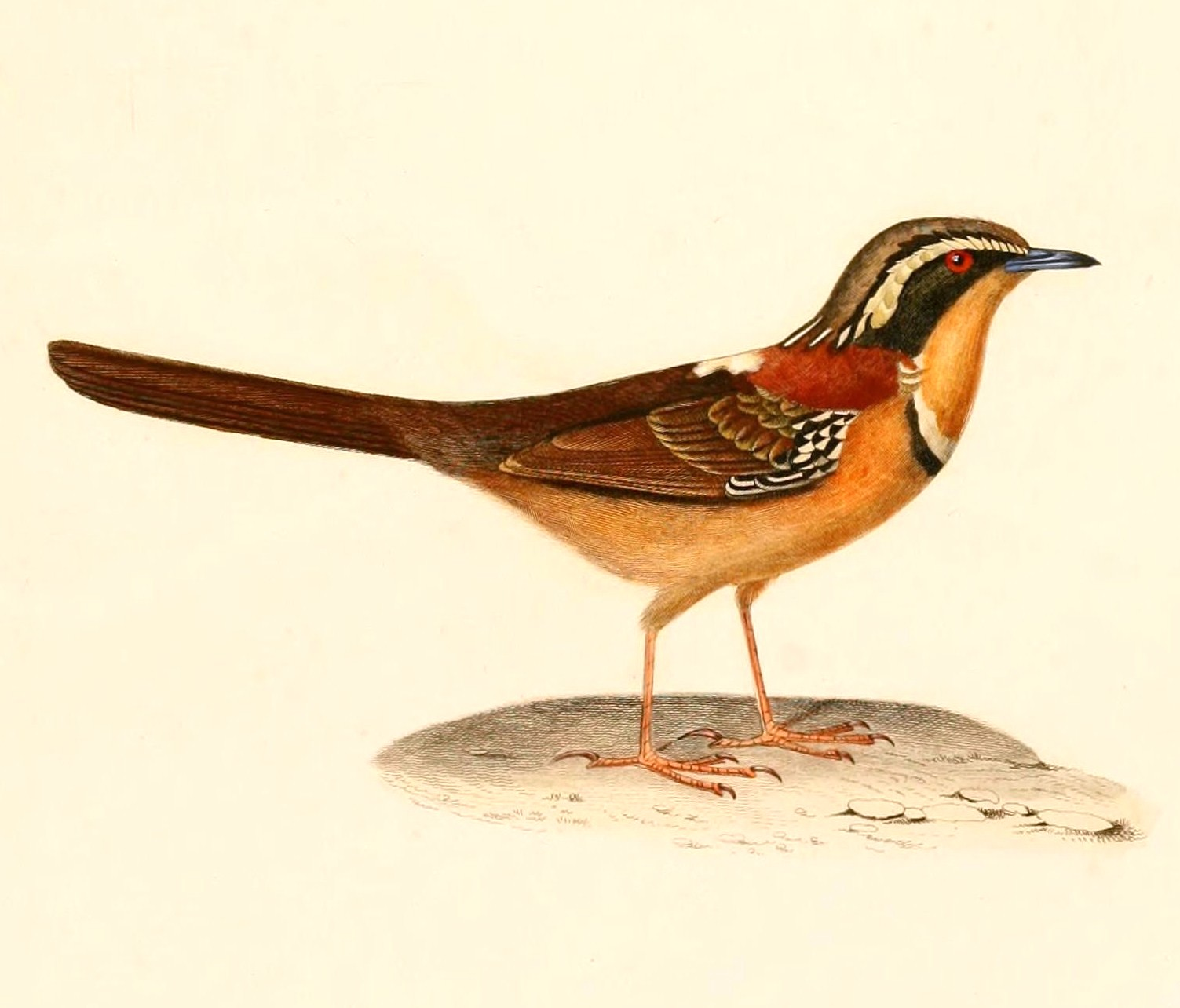
Melanopareia torquata bitorquata, ilustración en d’Orbigny, Voyage dans l'Amérique méridionale, 1847.

### Descripción original
La especie M. torquata fue descrita originalmente en el año 1831 por el explorador y naturalista alemán Maximilian zu Wied-Neuwied, bajo el nombre científico de: Synallaxis torquatus. La localidad tipo era: «Campo Geral de Brasil», pero posteriormente fue limitada a: «campos sobre la frontera Bahía-Minas Gerais, en el este de Brasil».

### Etimología
El nombre genérico femenino «Melanopareia» deriva del griego «melas, melanos»: negro, y «parēion»: mejilla; significando «con la mejilla negra»; y el nombre de la especie «torquata», proviene del moderno latín «torquatus», que significa «con collar».

### Taxonomía
El género estuvo hasta recientemente incluido en la familia Rhinocryptidae, hasta que datos genético moleculares indicaron claramente que Melanopareia no pertenece a Rhinocryptidae y es apenas pariente distante de éstos, por lo que fue separado en su propia familia.
La subespecie M. torquata bitorquata ha sido tratada como una variación oscura de M. torquata rufescens, por algunos autores; pero considerada como una especie separada de la presente: Melanopareia bitorquata, por la clasificación del Congreso Ornitológico Internacional (IOC) con base en características del plumaje presentadas por Lopes & Gonzaga (2016).

### Subespecies
Según la clasificación Clements Checklist v.2018, se reconocen tres subespecies, con su correspondiente distribución geográfica:
- Melanopareia torquata bitorquata (d’Orbigny & Lafresnaye, 1837) – este de Bolivia (noreste de Santa Cruz).
- Melanopareia torquata torquata (Wied-Neuwied, 1831) - este de Brasil, en el sur de Piauí y en el oeste de Bahía.
- Melanopareia torquata rufescens Hellmayr, 1924 - centro de Brasil, desde el sur de Pará por el sur hasta el este de Mato Grosso del Sur, Minas Gerais y la región interior de São Paulo. También se halla en el extremo oriental del Paraguay.

Estaría extinta en el nordeste de la Argentina, donde fue registrada en la localidad de Bonpland de la provincia de Misiones en el año 1912, en ambientes de fachinales arbustivos semixerófilos rupícolas, en la transición entre la selva paranaense y los campos del sur misionero,  zona cubierta por el ecosistema del cerrado, que a la manera de parches alcanza en esa región su límite austral. La zona de la cita ha sido fuertemente alterada de manera antrópica, aunque quedan algunos relictos en localidades cercanas.